# 田部 (企業)
株式会社田部（たなべ、英: Tanabe Corporation）は、地域コングロマリットである田部グループの中核会社。
現在、島根県松江市にグループの経営戦略策定及び経営管理を行う経理・総務部、東京都港区に東京事業部を置いている。
また、関連会社として日新林業などを中心として西日本最大の合板メーカーグループである日新グループ各社、山陰中央テレビジヨン放送や山陰中央新報社などのメディア企業の他、田部長右衛門 (23代)が収集した美術品を集めた田部美術館もある。

## 概要
日本最大の山林地主であった田部長右衛門の山林事業を法人化した企業である。現在では住宅事業や飲食フランチャイズ事業、養鶏業、不動産管理など幅広い分野の事業を手掛けている。

## 沿革
- 1946年11月 丸田薪炭有限会社として創立。
- 1953年10月 田部林産有限会社に社名変更。
- 1955年10月 清泉木材有限会社を吸収合併。
- 1969年1月 島根放送株式会社（現・山陰中央テレビジヨン放送株式会社）を設立
- 1972年12月 日本ケンタッキー・フライド・チキン株式会社とのフランチャイズ契約によりケンタッキーフライドチキンの運営を開始。1号店の米子店（旧米子角盤町店　閉店）開店。
- 1992年10月 株式会社田部に社名変更。
- 1995年11月 日本ケンタッキー・フライド・チキン株式会社とのフランチャイズ契約によりピザハットの運営を開始。1号店の広島住吉店開店。
- 1996年10月 田部養鶏場の開設（たなべ森の鶏舎）
- 2013年01月 日本サブウェイ株式会社とのフランチャイズ契約によりサブウェイの運営を開始。1号店のフジグラン広島店開店。
- 2013年03月 たなべ森の鶏舎直営店「ままたまご吉田本店」を道の駅たたらば壱番地に開店
- 2014年05月 ダノベーターインターナショナル株式会社を株式会社田部100%子会社として設立。高級冷凍食品ブランド「ブレジュ」運営を開始。[3]
- 2015年11月 田部真孝（元・フジテレビジョン社員）が第25代田部長右衛門を襲名。
- 2019年10月 株式会社たなべの杜を株式会社田部100%子会社として設立。
- 2020年10月 株式会社TANABEグローバルキッチンを株式会社田部100%子会社として設立。
- 2021年10月 株式会社たなべたたらの里を株式会社田部100%子会社として設立。
- 2022年12月 竹下登（第74代内閣総理大臣）の実家であった酒造蔵元「竹下本店」を吸収し、新会社「田部竹下酒造」を設立したことを発表[4]。

## 営業所
- 本店
  - 島根県雲南市吉田町吉田2407
- 経理・総務部
  - 島根県松江市魚町49 J&Tビル内
- 東京事業部
  - 東京都港区赤坂8-5-40 ペガサス青山レジデンス440

## 田部グループ企業
- 株式会社たなべの杜
- 株式会社TANABEグローバルキッチン
- 株式会社たなべたたらの里
- 株式会社JUTOKU
- 出雲湯村温泉株式会社
- 株式会社田部竹下酒造
- 山隂中央テレビジヨン放送株式会社（TSKグループ）
  - 株式会社ミック
  - 株式会社テクノプロジェクト
  - ティーエスケイ情報システム株式会社
  - TSKエンタープライズDC株式会社
  - 株式会社TSKネクスト
  - 株式会社山広
  - 株式会社TSK農縁
- 株式会社山陰中央新報社
  - 株式会社山陰中央新報製作センター
  - 株式会社山陰中央新報セールスセンター
  - 山陰中央新報松江南販売株式会社
  - 株式会社中央新報サービス
  - 山陰中央新報いわみ開発株式会社
  - SCアドクロス株式会社
  - 株式会社中央ビル

- 日新ホールディングス株式会社（日新グループ）
  - 株式会社日新
  - NS木質科学研究所
  - 島根合板株式会社
  - 湖北ベニヤ株式会社
  - 日新林業株式会社
  - 日新バイオマス発電株式会社
  - 島根県合板協同組合
  - THE NISSHIN WOOD PRODUCTS (CANADA) CO., LTD.
  - 株式会社木ノ道
  - 中央林産商事株式会社

- 有限会社松陽印刷所
- 公益財団法人田部美術館